# Égypte dans la bande dessinée
L'Égypte est l'un des pays les plus représentés dans les arts, quels qu'ils soient (littérature, films, jeux vidéo, BD,...). Il en va ainsi avec la bande dessinée qui, probablement depuis ses débuts, ne cesse de le montrer sous des formes diverses : aventures archéologiques, reconstitutions de la vie à une période donnée ou science-fiction jouant avec les époques. La BD européenne est particulièrement prolifique sur cette thématique, même si celles d'autres régions du monde s'y intéressent aussi, en particulier la BD américaine. Concernant l’époque, l'Égypte antique prédomine bien sûr, ce qui n'empêche pas le traitement d'autres périodes de l'histoire de ce pays, telles que l'histoire récente.
La liste ci-dessous présente des BD relatives à l'Égypte. Il s'agit principalement d'œuvres qui prennent ce pays pour décor, d'autres se contentent de baigner dans une atmosphère égyptienne. Un nombre important de bédéistes recherchent ardemment le réalisme, que ce soit dans la représentation des décors ou le scénario, abondant en allusions culturelles, allant jusqu'à consulter des égyptologues pour les aider à leur création. À l'opposé, d'autres laissent libre cours à leur imagination en représentant une Égypte plus ou moins fantaisiste.
Non exhaustive, cette liste classe les œuvres par pays de l'auteur, puis par année de parution. S'il s'agit d'une œuvre couvrant plusieurs décennies, elle sera classée dans la catégorie « Sur plusieurs décennies ».

## Pays

### Afrique

#### Égypte
- Metro, roman graphique par Magdy El Shafee (it) (2008). Sa peinture réaliste de la société égyptienne de l'époque lui a valu la censure du gouvernement d'Hosni Moubarak et d'être poursuivi pour « atteinte à la morale ». L'auteur a permis à la bande dessinée égyptienne de se développer au-delà des publications jeunesses[3].

### Europe

#### Belgique

##### Des années 1930 aux années 1960
- Les Cigares du pharaon ou Les Aventures de Tintin, reporter, en Orient (1934), de la série d'aventure Les Aventures de Tintin par Hergé. Cette histoire mêlant policier et fantastique s'inspire largement de la prétendue malédiction de Toutânkhamon, survenue une décennie plus tôt.
- L'Héritage de Bill Money (1939), épisode de la série d'aventure Spirou et Fantasio par Rob-Vel (aka Robert Pierre Velter, le créateur de cette série franco-belge). Le héros y rencontre un écureuil, Spip, qui deviendra son inséparable compagnon d'aventure.
- Le Mystère de la Grande Pyramide (1950-1952), de la série d'aventure et d'espionnage Blake et Mortimer, scénarisée et dessinée par Edgar P. Jacobs. Cette histoire est si bien réalisée, documentée, qu'elle demeure une référence en BD égyptologique. Au point que beaucoup de lecteurs crurent à la véracité de certains détails imaginés, tels que la "Pierre de Maspero", pièce de musée inventée pour le besoin de l'histoire. Au point aussi que les plans de la Pyramide de Khéops figurant dans cette œuvre ont servi à des architectes français pour étudier sur place le monument[2].
- Des épisodes de deux séries par Sirius :
  - Le Pharaon des cavernes (1950), de la série d'aventure L'Épervier bleu. Cet épisode fixe plusieurs principes du fantastique à l’égyptienne[1] ;
  - Le talisman de Timour (1956 ; réédition Dupuis 1981), de la série d'aventure historique Les Timour. Elle met en scène la famille Timour où chaque membre d'une génération apparait dans une histoire différente. Cet épisode prend place lors de l'invasion des Hyksôs, qui chassèrent la XIVe dynastie égyptienne[2].

##### Les années 1980 et 1990
- La Conspiration de Théti (1980), BD historique prenant place dans l'Égypte antique, par Michel Guibert (scénario) et Guy Dedecker (dessin).
- Pharaon, série d'aventure et d'espionnage franco-belge, créée par le dessinateur Daniel Hulet et le scénariste André-Paul Duchâteau. Publiée entre 1980 et 1999, elle constitue un habile mélange d'aventure archéologique et de fiction fantastique.
- Plusieurs épisodes de la série fantastique Ian Kalédine, avec au scénario Jean-Luc Vernal et au dessin Ferry (surnom de Fernand Van Vosselen). Les héros y découvrent au milieu de la steppe... les ruines d’une cité égyptienne. Aussi insolite que Le Sphinx des glaces.
  - Le Secret de la Taïga (1983)
  - La Mémoire du fond de l’œil (1984)
- Corian, série d'aventure, créée par Jacques Debruyne, 1985-1989.
- La Statue vivante (1989), épisode de la série d'aventure humoristique Timothée O. Wang, par Luc Warnant (scénario et dessin), ainsi que J.L. Berger et R. Quarré (coscénario).
- Le dossier Carnarvon (1992), épisode de Carland Cross, série de polars fantastiques par Michel Oleffe pour le scénario et Olivier Grenson pour le dessin.
- Plusieurs épisodes de séries par Stephen Desberg :
  - La Vache, série de polar anthropomorphique humoristique avec Johan De Moor (dessins) :
    - Pi=3,1416 (1992),
    - À mort l'homme, vive l'ozone (1994) (également publié en deux albums séparés : À mort l'homme et Vive l'ozone),
    - Le Silence des animaux (1996),
    - La Momie scandaleuse (1999) ;

  - Le Cercle des sentinelles (1998-2000), série historique, avec Philippe Wurm (dessins) et Bruno Marchand (couleurs).
- Les colonnes de Salomon, série historique par Willy Harold Vassaux, débutée en 1991. Elle évoque la construction par Hiram du Temple de Salomon.
- Le sultan du feu (1994) épisode de la série historique Napoléon, par Fred et Liliane Funcken (respectivement scénario et dessin).
- L'Ombre de Blackfield (1996), épisode de la série polar fantastique Harry Dickson. Elle reprend le nom d'un personnage de roman policier fantastique recréé par l'écrivain belge Jean Ray, à partir d'une série policière néerlandaise. Il fut adapté en BD, avec dans ce cas, Richard D. Nolane pour scénariste et Olivier Roman pour illustrateur.
- Plusieurs épisodes de Fox, série fantastique en deux cycles, Jean Dufaux (scénario), Jean-François Charles (dessin), Christian Crickx (couleurs), dont :
  - Le Miroir de Vérité (1992) ;
  - Le Club des momies (1996).

##### Les années 2000 et 2010
- Ada Enigma, série d'aventure se déroulant dans le Caire du début du XXe siècle, par François Maingoval (scénario) et Vincent Dutreuil (dessins), créée en 2000.
- Plusieurs séries par Jean-François Charles :
  - Les Mystères d’Osiris, d’après Christian Jacq, avec Benoît Roels au dessin, série historique terminée (2004-2011) ;
  - Ella Mahé, dessinée par ce même Jean-François, avec pour coscénariste Maryse Charles. Série d'aventure terminée, 2010-2012. Cette série suit les pérégrinations d'Ella Mahé, restauratrice de manuscrits anciens, à travers l'Égypte, sur la trace d'une princesse aux yeux vairons qui lui ressemble étrangement (partageant sa particularité oculaire). Une des spécificités de cette série est que chacun des quatre tomes comporte un flashback se déroulant à une époque différente. Et chacun d'entre eux est illustré par un dessinateur différent.
- Plusieurs séries historiques par Frédéric Besson (couleur) et Crisse (scénario) :
  - Ishanti : Danseuse sacrée, dont le seul tome est paru en 2005 ;
  - Les dieux du Nil, série débutée en 2012, dont il n'est paru qu'un tome.
  - Atalante - L'Odyssée, série d’heroic fantasy mythologique dérivée de la série Atalante et coscénarisée par Evana Kisa.
- La Dernière Reine, série historique en deux tomes par Patrick Weber (scénario) et Giancarlo Caracuzzo (dessins), 2007.
- Nil, série historique par Éric Adam (scénario) et Didier Garguilo (dessins), 2 vol., 2007-2009.
- Le Pharaon de Venise (2013) épisode de la série d'aventure Bob Morane. Ce héros d’une série de romans créé par le romancier Henri Vernes est devenu un héros de BD, dont l’auteur s'est chargé des scénarios.

##### Sur plusieurs décennies
- Willy Vandersteen semblait affectionner l’Égypte au point de l’évoquer dans plusieurs de ses séries d'aventures, quelle qu’en soit l’orientation générale :
  - Bob et Bobette (ou parfois M. Lambique, Bob et Bobette), série jeunesse avec :
    - La Trompette magique (1986),
    - Le lit volant (1998),
    - Le secret d'Ubasti (1998) ;

  - Le Chevalier Rouge, série historique ;
  - Jérôme, série jeunesse ;
  - Robert et Bertrand, série humoristique.
- Papyrus, série d'aventure jeunesse achevée, qui se déroule dans l'Égypte antique, créée par Lucien De Gieter et publiée de 1974 à 2015. S'appelant à ses débuts "Les Aventures merveilleuses de Papyrus", elle perd la mention "merveilleuses" à partir de l'album 8. Cela illustre la volonté de l'auteur d'allier au fantastique de la série un aspect historique basé sur des recherches, démontrée lors de l'album précédent, faisant suite au premier voyage de l'auteur en Égypte.

#### France

##### Des années 1930 aux années 1960
- Bécassine en croisière (1936), de la série d'aventure jeunesse humoristique Bécassine, par Émile-Joseph-Porphyre Pinchon.
- Pitchounet chez les pharaons (1939), de la série d'aventure jeunesse Pitchounet, créée par Mat.
- L'Espiègle Lili en Égypte (1951), de la série d'aventure jeunesse Lili (ou L'Espiègle Lili), créée par Jo Valle et André Vallet.
- Pip et Joc le trésor de la momie (1954), épisode de la série d'aventure jeunesse Pip et Joc, par Christian Godard.
- Messathi, le prince des sables (1956), épisode de la série policière Zéphyr, par Pierre Brochard.

##### Les années 1960 et 1970
- Les Pieds nickelés au pays des pharaons (1961), épisode de la série libertaire humoristique Les Pieds nickelés, créée par Louis Forton.
- Bibi Fricotin et le secret de la momie (1962), scénario Roland de Montaubert, d'après personnage d'aventure jeunesse humoristique Bibi Fricotin (créé en 1924 par Louis Forton).
- Moustachu et le Pharaon (1962), épisode de la série jeunesse Sylvain et Sylvette créée par Maurice Cuvillier.
- Astérix et Cléopâtre (1963), de la série d'aventure humoristique Astérix, par René Goscinny (scénario) et Albert Uderzo (dessin). Parodiant le film Cléopâtre, sorti la même année, cet épisode a été adapté en dessin animé en 1968 sous le même titre, puis en film en 2002 sous le nom Astérix et Obélix : Mission Cléopâtre.
- Le Mystère de la Grande Pyramide (1969), courte histoire humoristique par Marcel Gotlib, où Gai-Luron présente une hilarante conférence d'égyptologie.
- Le Génie des alpages, série animalière humoristique créée par F'murr commencée en 1973, où l'on découvre Kattarsis, un sphynx égyptien souhaitant devenir chien de berger !
- Victor Billetdoux, série de polar fantastique créée par Pierre Wininger, publiée entre 1976 et 1986.
- Momies en folie (1978), épisode de la série d'aventure policière fantasy Les Aventures Extraordinaires d'Adèle Blanc-Sec, Jacques Tardi. Celui-ci explore la facette "égyptienne" de Paris, tels que le Musée du Louvre, les pyramides ornementales du Cimetière du Père-Lachaise ou celle du Parc Monceau.

##### Les années 1980 et 1990
- Le Faucon de Mû (1980), premier épisode de la série d'aventure Les aventures de Marc Mathieu, par Dominique Hé. Il rend probablement hommage à Le Mystère de la Grande Pyramide (Blake et Mortimer), autre histoire en deux volumes, comme le montrent plusieurs points communs entre les deux. C'est le cas avec la présence du Hôtel Marriott Mena House (célèbre hôtel cairote, au pied des Pyramides de Gizeh) ou, à la fin, avec la crise de folie frappant un des personnages. L'auteur s'est aidé d'égyptologues pour réaliser son épisode, où les dessins se veulent précis dans la représentation des monuments et où abondent les références à l'égyptologie[2].
- La demoiselle du Nil - La reine radieuse - Cléobis, tome regroupant trois histoires de la série érotique Les amours de l'histoire, par Yves Groux, 1980.
- La Trilogie Nikopol, série de science-fiction par Enki Bilal conçue entre 1980 et 1993, se déroulant dans un monde futuriste onirique. Dans la série, Horus s’immisce dans la vie des humains, se rebellant auprès des autres dieux égyptiens. On voit ces derniers dans La Foire aux immortels piloter une pyramide volante, gourmande en carburant.
- Les Héritiers du soleil, série historique par Didier Convard. Un passage de la page 10 du tome Le Masque de mort (1986), se serait inspiré du film Les Dix Commandements, réalisé en 1956 par Cecil B. DeMille[1].
- Les colères du Pharaon (1986), de la série humoristique Les aventures d'Apicitou, par Daniel N. Sebban.
- L'Or du Temps, par David Haziot (scénario) et François Baranger (dessin), en 3 Tomes (tous parus en 1989). C'est un roman en bande dessinée historique, librement inspiré du mythe d'Orphée et situé dans l'Égypte pharaonique.
- Les Sables de Denderah (1987), épisode de Les Fils de l’aigle, série historique écrite par Daniel Vaxelaire et dessinée par Michel Faure (celui-là évoque les Campagnes napoléoniennes en Égypte).
- La jeune Copte, le diamantaire et son Boustrophédon (1988), BD d'aventure par Pierre Christin (scénario) et Bernard Puchulu (dessin).
- Plusieurs séries par François Corteggiani :
  - L'Horus de Nékhen, avec Georges Ramaïoli (dessins), série d'aventure abandonnée, dont le premier tome est paru en 1989 ;
  - Le Complot des sarcophages (1992), de la série Chafouin et Baluchon, avec Pica (dessins).
- Alcibiade Didascaux en Égypte (1993), de la série BD historique humoristique Alcibiade Didascaux (multi-auteurs), épisode créé par Scardanelli, paru en deux tomes.
- Indiana Jones et le Secret de la pyramide (1993), de la série d'aventure française Indiana Jones, par Claude Moliterni et Giancarlo Alessandrini, adaptant les aventures du célèbre personnage américain Indiana Jones.
- L'aventure égyptienne (1993), unique épisode paru à ce jour de la série historique Moi, Napoléon, par Luc Dellisse (scénario) et Thierry Gioux (dessin).
- Mort sur le Nil (1996), polar de François Rivière (scénario), Solidor (dessin) et Cécile Vergult (couleurs). Il s'agit d'une adaptation du roman du même nom, écrit par la romancière anglaise Agatha Christie en 1937.
- La Fille du professeur (1998), BD humoristique par Emmanuel Guibert (dessin et couleurs) et Joann Sfar (scénario). Une momie ressuscite dans les années 1900 et vit des tribulations avec Liliane, fille d'un égyptologue anglais, le professeur Bowell.
- L'Association en Égypte (1998), où quatre auteurs de L'Association sont chargés de faire un reportage documentaire en Égypte (Golo, Edmond Baudoin, David B. et Jean-Christophe Menu).

##### Les années 2000 et 2010
- L'Ombre de Menephta (2001) de la série polar Sherlock Holmes, adapté du héros littéraire du même nom, dessins de Benoît Bonte et scénario de Jean-Pierre Croquet.
- Le Tombeau de Raskhenotep (2001), épisode de la série d'aventure Les Aventures de Scott & Hasting, par Frédéric Marniquet.
- Aathon, série de bande dessinée historique par Simon Rocca (scénario) et Dominique Cébé (dessins et couleurs), abandonnée après le premier tome, paru en 2002.
- Le mystère Egyptchien (2002), épisode de la série L'Inspecteur Klebs par Jean-Pierre Dirick.
- Plusieurs épisodes de la série Le Décalogue, créée par Frank Giroud :
  - Le Papyrus de Kom Ombo (2003), avec Michel Faure pour dessinateur, évoquant les Campagnes napoléoniennes en Égypte ;
  - Carnets d'Égypte, hors-série réalisé pour fêter les 20 ans de la série et limité à 350 exemplaires, par Luc Révillon (scénario) et Michel Faure (dessins et couleurs).
- L'Odyssée de Bahmès (2004), épisode de la série d'aventure Allan Mac Bride, par Patrick A. Dumas et Jean-Yves Brouard.
- Sur les pas de Mariette (2004), BD historique par Winoc (Devos).
- Pyramides, série policière/thriller créée par Didier Quella-Guyot et Sophie Balland évoquant les Campagnes napoléoniennes en Égypte et la facette "égyptienne" de Paris, 2004-2006.
- Kaliclès, BD d'aventure par Régis Hautière (scénario) et Jesus Redondo (dessins), série abandonnée (prévue en 4 tomes), débutée en 2005.
- Néféritès, série historique abandonnée, dont le seul tome est paru en 2006 scénario de Sylviane Corgiat et Patrick Galliano, dessins de ChrisCross.
- Aïda de Giuseppe Verdi (1985), scénarisé par Maric (surnom de Raymond Chiavarino), dessiné par Pierre Frisano et colorisé par Marie-Paule Alluard. C'est une adaptation de l'opéra Aida, composé Giuseppe Verdi, d'après une intrigue de l’égyptologue Auguste Mariette.
- Le Voyage des pères : L’Exode selon Yona (3 tomes, 2008-2011), deuxième de la cycle série de bandes dessinées d'aventure historique par David Ratte Le Voyage des pères.
- La chambre de Khéops, épisode de la série Le Marquis d'Anaon, scénarisé par Fabien Vehlmann, dessiné par Matthieu Bonhomme et colorisé Delf. Cette série est basée sur la légende du Marquis d'Anaon, conte populaire du XVIIIe siècle.
- Baybars, série historique commencée en 2008 par Tarek Ben Yakhlef (scénario) et Eddy Vaccaro (dessin).
- Momies blues (2009), épisode de la série Théo Toutou, par Yvan Pommaux (scénario) et Pascale Bouchié (dessin).
- Champollion et le secret des hiéroglyphes (2009), BD historique par Jean Prost (scénario) et Gilbert Bouchard (dessin).
- Yalla ! : La vie de Sœur Emmanuelle en BD (2009), biographie par Annabelle Cayrol (scénario) et Galdric L'Héritier (dessin).
- Shahidas, série policière/thriller en deux tomes par Laurent Galandon (scénario) et Frédéric Volante (dessin), 2009-2011.
- Hypathie (2010), épisode de la série historique Sorcières, scénario de Virginie Greiner, dessins de Christelle Pécout.
- La Reine Soleil (2010), BD d'aventure jeunesse, adaptation du dessin animé par Philippe Leclerc (2007), librement adapté d'un roman de Christian Jacq (voir les pages du dessin animé et du roman).
- Hatshepsout, princesse d'Égypte (2010), manga historique sur un seul volume par Marc Depeyrot (coscénario) et Cédric Tchao (coscénario et dessin).
- Crusades (2010-2012), série médiévale fantastique par Izu (aka Guillaume Dorison) et Alex Nikolavitch au scénario, Zhang Xiaoyu (auteur de manhua, nom donné à la BD chinoise) au dessin.
- L'Expédition, série d'aventure commencée en 2012 par Richard Marazano (scénario) et Marcelo Frusin (dessin).
- Le Printemps des Arabes (2013), BD documentaire Jean-Pierre Filiu (scénario) et Cyrille Pomès (dessin).
- Cléo, la petite pharaonne, série humoristique jeunesse, par Christophe Cazenove et Hélène Beney (scénario), Richard Di Martino (dessin) et Sandrine Cordurie (couleurs), débutée en 2015[4],[5].
- Une saison en Égypte (2015), BD historique par Claire Fauvel.
- Doigts d'honneur – Révolution en Égypte et droits des femmes (2016), BD documentaire par Ferenc (scénario) et Bast (aka Sébastien Lagarrigue, dessin). Elle dénonce les agressions sexuelles et violences subies par les femmes sur la place Tahrir en 2013, lors des mouvements protestataires qui mèneront à la destitution de l'ancien président d'Égypte Mohamed Morsi.
- Kheops, série humoristique jeunesse créée par Augustin (Rogeret), librement inspiré par le pharaon du même nom, débutée en 2016.
- Cléopâtre, la Reine fatale (2017), épisode de la série historique Reines de sang, scénarisé par Thierry Gloris et Marie Gloris, dessiné par Joël Mouclier.
- L'Odyssée de Fei Wong, série par Michaël Le Galli (scénario) et Cristiano Crescenzi (dessin).
- L'Égypte ancienne en BD ! (2017), one shot historique jeunesse, par Viviane Koenig et Marion Duclos.

##### Sur plusieurs décennies
- Plusieurs séries d'aventure historique créées par Jacques Martin se déroulent en Égypte, partiellement ou entièrement :
  - plusieurs épisodes d'Alix :
    - Le Sphinx d’or, publié en 1949-1950, un des premiers à immerger le lecteur dans l'Égypte antique. Le héros y fait connaissance d'Enak, qui deviendra son compagnon d'aventure,
    - Le Prince du Nil, publié en 1973,
    - Ô Alexandrie, publié en 1996 (Jacques Martin fut assisté dans les dessins par Rafael Morales, Marc Henniquiau),
    - Le Démon du Pharos, publié en 2008 (Patrick Weber aida Jacques Martin au scénario),
    - Quelques épisodes de la série dérivée Les Voyages d'Alix. Elle est composée de bandes dessinées documentaires faisant découvrir aux lecteurs les pays de l'Antiquité sur plusieurs continents, dont plusieurs ont pour cadre l'Égypte. C'est le cas des tomes L'Égypte 1, 2 et 3 (respectivement 1996, 2000 et 2009), tous dessinés par Rafael Morales (assisté par Léonardo Palmisano pour le dernier),
    - Cléopâtre (2008), épisode d'une autre série dérivée, Alix raconte, narrant la vie de personnages clés de l'Antiquité. Celle-ci est scénarisée par François Maingoval et dessinée par des auteurs différents (Éric Leenaerts pour cet épisode) ;

  - Le Dernier Pharaon (2013), épisode de la série Alix Senator, série dérivée de la série précédente, créée par le dessinateur Thierry Démarez et le scénariste Valérie Mangin ;
  - Keos série historique ancrée dans l’Égypte antique, avec Jean Pleyers (dessin) ;
  - plusieurs épisodes d'Orion, série prenant place dans l'antiquité grecque :
    - Le Pharaon (1998), dessiné par Christophe Simon,
    - L'Égypte 1 (1992), épisode de la série Les Voyages d'Orion, similaire à Les Voyages d'Alix, constituée d'albums pédagogiques consacrés à l'Antiquité méditerranéenne. Bien que pensés par Jacques Martin, qui les préface, ils sont écrits par des spécialistes et illustrés par des dessinateurs issus des ateliers de Martin (Rafael Morales dans ce cas) ;

  - plusieurs épisodes d'Arno, série ancrée dans l'époque de Napoléon Ier (ceux-là traitent ses Campagnes en Égypte), avec André Juillard (dessins), 1983-1987 :
    - L'Œil de Kéops (1985),
    - Le Puits nubien (1986-1987) ;

  - La Momie bleue (2007), épisodes de la série Lefranc (se déroulant au XXe s), écrits par Patrick Weber et dessinés par Francis Carin.
- Plusieurs oeuvres par Isabelle Dethan :
  - Des séries d'aventures historiques :
    - Mémoire de sable, par 1993-1995 ;
    - Sur les terres d'Horus, se déroulant à l'époque de Ramsès II, 2001-2010. Cette série en huit tomes relate les enquêtes et aventures menées par le prince Khâemouaset, enquêtes en général menées sur ordre de son père (Ramsès II). Il est secondé dans cette tâche par la belle scribe Meresankh ;
    - Khéti, fils du Nil, série destinée à la jeunesse, dessinée par Mazan, 2006-2010. Elle rend accessible aux plus jeunes des thématiques telles que ce qui entoure la momification et le passage du monde des vivants à celui des morts ;
    - Le Tombeau d'Alexandre, avec Julien Maffre (dessin), 2008-2011.

  - Ainsi qu'un one shot :
    - Gaspard et la Malédiction du Prince-Fantôme, histoire d'aventure jeunesse se déroulant dans le Musée du Louvre.
- Plusieurs albums dessinés par Golo, auteur de BD français vivant et travaillant au Caire, dont les albums dépeignent l'Égypte contemporaine :
  - Mes mille et une nuits au Caire (2009), série documentaire en deux tomes dans laquelle le bédéiste narre sa découverte de la capitale égyptienne ;
  - Les noces d'argot, série policière/thriller en trois tomes, avec Franck (Reichert) au scénario, 1983 ;
  - Carnets du Caire, en deux volumes, entre 2004 2006 ;
  - Plusieurs adaptations en BD de romans de l'écrivain égyptien francophone Albert Cossery :
    - Mendiants et Orgueilleux (1991), roman graphique,
    - Les Couleurs de l'infamie (2003), roman graphique, adapté du dernier roman de l'auteur.

  - Chroniques de la Nécropole (2011), roman graphique autobiographique, avec Dibou (scénario). À travers le récit de la vie de ces deux personnes dans Gournah, village de la nécropole thébaine, on découvre le quotidien de ses habitants, jusqu'à son évacuation par le service des antiquités égyptiennes ;

#### Espagne
- Profanadores de Tumbas (El Hombre de las Pirámides, 1979), par Enric Sió i Guardiola.
- La Pyramide de cristal (1985), épisode de la série Une aventure de Cléopâtre, par Mique Beltrán.
- La Momie sans yeux (2006), épisode de la série Les Croisées du Temps, série d'aventure, coscénario de Lorenzo F. Díaz et Francisco Naranjo, dessins de Ricardo Machuca.

#### Italie

##### Des années 1930 aux années 1960
Pippo e il faraone (1948), épisode du fumetti Pippo, Pertica e Palla, par Benito Jacovitti.

##### Les années 1960 et 1970
- Plusieurs épisodes de Les Scorpions du désert, série de guerre par Hugo Pratt :
  - La Piste de Siwa (1973) ;
  - Direction : Le Caire (1973).
- Plusieurs épisodes de Comandante Mark (en français : Capt'ain Swing), série créée par Giovanni Sinchetto, Dario Guzzon et Pietro Sartoris :
  - Il risveglio della mummia (1975) ;
  - Il regno senza tempo (1975).
- Nilus, série par les frères Agostino et Franco Origone commencée en 1976.
- Plusieurs épisodes de Tex Willer, fumetti par Gian Luigi Bonelli (scénario) et Aurelio Galleppini (dessin) :
  - La Piramide Misteriosa (1979), avec Fernando Fusco (dessin) ;
  - L'orribile sortilegio (1979), avec Guglielmo Letteri et Fernando Fusco (dessin).

##### Les années 1980 et 1990
- Plusieurs épisodes de Martin Mystère (ou Martin Mystère, le détective de l'impossible), série créée par le scénariste Alfredo Castelli et le dessinateur Giancarlo Alessandrini :
  - La vendetta di Râ (1982) ;
  - Il libro di Toth (1984), avec Angelo Maria Ricci au dessin ;
  - La follia di Martin Mystère (1986), avec Tiziano Sclavi au coscénario ; Angelo Maria Ricci et Enrico « Henry » Bagnoli au dessin ;
  - La piramide nera (1990), avec Claudio Chiaverotti au scénario et Enrico « Henry » Bagnoli au dessin ;
  - Affondate il Titanic! (1997), avec Massimiliano Palombi et Bruno Bonetti au scénario ; Paolo Ongaro et Giancarlo Alessandrini au dessin ;
  - Il Signore del Nilo (1997), avec Bruno Bonetti, Carlo Recagno et Vincenzo Beretta au scénario ; Giancarlo Alessandrini et Rodolfo Torti au dessin.
- Labirinto infernale (1990), épisode de la série Mister No, créée par Sergio Bonelli (scénario) sous le pseudonyme de Guido Nolitta et par Gallieno Ferri (dessin).
- La mummia (1991), épisode de la série Dylan Dog, série où le héros éponyme mène des enquêtes portant exclusivement sur des cas qui touchent au surnaturel et à l'horreur, par Tiziano Sclavi.
- Il sarcofago insanguinato (1994), épisode de la série Dick Drago.
- Plusieurs épisodes de Jonathan Steele, par le scénariste Federico Memola et la dessinatrice Teresa Marzia (en plus de Giancarlo Olivares pour la couverture) :
  - La regina delle fate (1999), avec Rossano Rossi au dessin ;
  - I signori del terrore (1999), avec Rossano Rossi au dessin ;
  - Set, il signore nero ;
  - Il grande inganno (2000), avec Gianni Sedioli au dessin.
- Bab El-Mandeb (1988), BD historique par Attilio Micheluzzi, sur fond d'Italie mussolinienne et d'invasion de l’Éthiopie.
- Gli adoratori di Osiride (1999), par Giovanni Mattioli (scénario) et Vanna Vinci (dessin), épisode de la série Legs Weaver, créée par Michele Medda, Antonio Serra et Bepi Vigna.

##### Les années 2000 et 2010
- Maât (2008), BD d'aventure jeunesse Ennio Ecuba (Scénario) et Vincenzo Cucca (Dessin).
- Le Secret du Sphinx (2011), épisode BD (par Gianluigi Fungo et Flavio Ferron) de la série Geronimo Stilton, créée par Elisabetta Dami.
- Cinq mille kilomètres par seconde (2010), par Manuele Fior. On y suit l'histoire d'amour entre Piero et Lucia à travers leur vie et dans différents pays, dont l’Égypte, occasion de fournir une description sociologique et historique de la fin du XXe siècle.
- Cairo blues (2014), BD documentaire par Pino Creanza.
- Plusieurs épisodes de la série Les 7 Merveilles, scénarisée par Luca Blengino. Chaque tome évoque une des Sept Merveilles du monde (antique), dont deux sont égyptiennes :
  - Le Phare d'Alexandrie (2014), narrant une enquête sur un meurtre perpétré dans le Phare d'Alexandrie sous Ptolémée II ;
  - La Pyramide de Khéops (2015), dessiné par Carlos Magno, où un scribe enquête pour éviter que ne soient assassinés tous les architectes de la Pyramide de Khéops, découvrant que ce monument cache un terrible secret.
- Dans la série Corto Maltese, créée par Hugo Pratt

#### Royaume-Uni
- Biankha, série d'aventure par Pat Mills (coscénario Biljana Ruzicanin, avec Cinzia Di Felice), dont il n'est paru qu'un tome.

#### Suisse
- Hotep, série d'aventure par Rafael Morales, comportant actuellement deux tomes. Un troisième pourrait paraître prochainement, Les Cèdres du Liban[6].

#### Danemark
- Petzi aux pyramides (1986), épisode de la série animalière Petzi (en danois : Rasmus Klump), par Vilhelm et Carla Hansen (respectivement scénario et dessin).
- Plusieurs séries par Sussi Bech :
  - Nofret (paru en France sous le nom de Néfriti, 4 vol. seulement traduits), série d'aventure jeunesse 13 vol., 1986-2019. L'héroïne éponyme y parcourt la Méditerranée antique, sur fond de luttes religieuses et politiques, sous le règne d'Akhenaton ;
  - Aida Nur (seul le premier tome a été édité en France), 2 vol, 1991-1993.

#### Ukraine
- Les Princesses Égyptiennes, Igor Baranko, série d'aventure en deux tomes, 2010.

#### Allemagne
- Der Fluch des Pharao (La Malédiction du Pharaon, 1981), épisode de la série Professeur van Dusen (Professeur Dr. Dr. Dr. Auguste van Dusen ou la machine pensante) par Michael Koser (scénario) et Gerd Pircher (dessin). Elle est basée sur la série de romans de l'américain Jacques Futrelle, Augustus SFX Van Dusen.

#### Pays-Bas
- Senmoet de Egyptenaar (Senmoet l'Egyptien), série par Dick Vlottes, publiée dans les années 1960.
- Cité d'argile (2011), roman graphique par Milan Hulsing.

### Asie

#### Japon

##### Les années 1960 et 1970
- Cleopatra (1975, réédité en 2015), manga historique par Machiko Satonaka. Il narre la vie de la dernière souveraine d'Égypte, Cléopâtre VII.

##### Les années 1980 et 1990
- Yu-Gi-Oh! (1996-2004) série de manga (shōnen) d'aventure fantasy par Kazuki Takahashi. Yûgi Muto, un jeune lycéen timide, entre en possession d'un objet trouvé lors d'une fouille en Égypte, le puzzle du Millénium. Y était enfermé l'esprit d'un ancien pharaon d'Égypte, qui viendra habiter son corps. La série a fait l’objet de multiples adaptations : animes, jeux de cartes à collectionner, jeux vidéo...

##### Les années 2000 et 2010
- Reine d'Égypte (depuis 2014), série de manga (seinen) historique, par Chie Inudoh. Elle brosse le portrait d'Hatchepsout, célèbre pharaonne.
- Seisen no Ra (depuis 2014), série de manga (shōnen) humoristique par Shōta Mayuzumi.
- Im - Great Priest Imhotep (depuis 2015), série de manga (shōnen) humoristique fantastique par Makoto Morishita.

##### Sur plusieurs décennies
- Ōke no Monshō (depuis 1976) série de manga (shōjo) d'aventure historique et de romance par Hosokawa Chieko.
- JoJo's Bizarre Adventure (depuis 1986), série de manga (shōnen, seinen) fantastique par Hirohiko Araki. Elle narre les aventures de la lignée Joestar, une famille issue de l'Angleterre victorienne, où l'on retrouve des personnages en provenance du monde entier. Elle a fait l'objet d'adaptations diverses : animes, jeux vidéo, light novel, film...

#### Liban
- Le Conteur du Caire (1998), Barrack Rima.

### Amérique Latine

#### Argentine
- Le Tombeau de Lisis (1963), épisode de la série Mort Cinder, par Hector Germán Oesterheld (Scénario) et l'Uruguayen Alberto Breccia (dessin).
- Néférou le chat (2004), Carlos Trillo (scénario) et Peno (dessin).

### Amérique du Nord

#### Canada
- Horus, série d'aventure jeunesse débutée en 1971 par la Québécoise Johane Matte, dont il n'est sorti qu'un seul tome.

#### États-Unis

##### Des années 1930 aux années 1960
- Secret of the Superman Sphinx (1958), de la série Superman.

##### Les années 1960 et 1970
- The apeman battles the Stone Sphinx (1975), comic par Joe Kubert, de la série Tarzan.

##### Les années 1980 et 1990
- Heru the Son of Ausar (1986), que l'on pourrait traduire par Horus, le fils d'Osiris, série par Roger Barnes.
- Egypt (1995-1996), série scénarisée par l'Irlandais Peter Milligan et dessinée par l'anglais Glyn Dillon.

##### Les années 2000 et 2010
- La Genèse (2009), adaptation de la Genèse (premier livre de la Torah et donc de la Bible) en roman graphique par Robert Crumb.
- Serina, Blade of the Pharaoh (2000), série de comics érotiques par Antarctic.
- Hercules: The Knives Of Kush (2009), de la série Hercule : Les Guerres thraces par Steve Moore (scénario), Cris Bolson et Doug Sirois (dessin). Cette histoire, sur fond de crise de succession entre Séthi II et Amenmes, fait référence au royaume de Koush.

##### Sur plusieurs décennies
- De très nombreux épisodes de séries issues de l'univers Disney (Donald, Mickey...) se déroulent en Égypte. Par exemple :
  - Donald et la Momie (1943), par Carl Barks.
  - Donald Duck and the Mummy's Ring (1984), par Carl Barks.
- Plusieurs épisodes de la série Scooby-Doo s'y déroulent également.
- Dans la série de comics Thor, de Marvel Comics, figurent des personnages de diverses mythologies, qui sont remaniés afin d'y être inclus. Concernant l'égyptienne : Seth, Grog, Isis...
- Metamorpho (Rex Mason) est un super-héros de DC Comics créé par Bob Haney et Ramona Fradon, ayant sa propre série depuis 1993. Il acquiert ses pouvoirs au contact d'une météorite dans une pyramide.